# Родригес Гальегос, Мигель Анхель
Мигель Анхель Родригес Гальегос (исп. Miguel Ángel Rodríguez Gallegos; род. 5 января 1967 или 15 января 1967, Чиуауа) — мексиканский легкоатлет, специалист по спортивной ходьбе. Выступал за сборную Мексики по лёгкой атлетике в 1989—2004 годах, обладатель бронзовой медали чемпионата мира, двукратный серебряный призёр Панамериканских игр, победитель Кубка мира в командном зачёте, участник четырёх летних Олимпийских игр.

## Биография
Мигель Анхель Родригес родился 15 января 1967 года в городе Чиуауа, Мексика.
Впервые заявил о себе в лёгкой атлетике на международном уровне в сезоне 1989 года, когда вошёл в состав мексиканской сборной и выступил на Кубке мира по спортивной ходьбе в Оспиталете, где в дисциплине 50 км занял 17-е место.
В 1991 году в 50-километровой ходьбе выиграл серебряную медаль на Панамериканских играх в Гаване, уступив на финише только своему соотечественнику Карлосу Мерсенарио. Финишировал седьмым на Кубке мира в Сан-Хосе, став при этом бронзовым призёром мужского командного зачёта (Кубка Лугано).
Благодаря череде успешных выступлений в 1992 году удостоился права защищать честь страны на летних Олимпийских играх в Барселоне — в программе 50 км показал время 3:58:26, расположившись в итоговом протоколе соревнований на восьмой строке.
На домашнем Кубке мира в Монтеррее финишировал четвёртым в личном зачёте 50 км и тем самым помог соотечественникам выиграть командный зачёт. На чемпионате мира в Штутгарте был дисквалифицирован за нарушение техники ходьбы.
В 1995 году получил серебро на Панамериканских играх в Мар-дель-Плате, стал пятым на Кубке мира в Пекине и четвёртым на чемпионате мира в Гётеборге.
Принимал участие в Олимпийских играх 1996 года в Атланте, где в дисциплине 20 км получил дисквалификацию за нарушение техники ходьбы.
В 1997 году на дистанции 50 км с личным рекордом 3:42:45 финишировал пятым на Кубке мира в Подебрадах, завоевал бронзовую награду на чемпионате мира в Афинах — здесь его обошли только поляк Роберт Корженёвский и испанец Хесус Анхель Гарсия.
В 1999 году показал 19-й результат на Кубке мира в Мезидон-Канон, тогда как на чемпионате мира в Севилье сошёл с 50-километровой дистанции.
В 2000 году отметился победой на Панамериканском кубке в Поса-Рике. На Олимпийских играх в Сиднее с результатом 3:48:12 пришёл к финишу седьмым.
В 2001 году среди прочего занял 24-е место на чемпионате мира в Эдмонтоне.
В 2002 году в ходьбе на 50 км показал 11-й результат на Кубке мира в Турине.
В 2003 году сошёл на домашнем Панамериканском кубке в Тихуане и на чемпионате мира в Париже.
На Олимпийских играх 2004 года в Афинах в программе 50 км с результатом 3:55:43 занял 15-е место. По окончании афинской Олимпиады завершил спортивную карьеру.